# Росс Стюарт (футболіст, 1996)
Росс Кемерон Стюарт (англ. Ross Cameron Stewart, нар. 11 липня 1996) — шотландський футболіст, нападник клубу «Сандерленд» та національної збірної Шотландії.

## Клубна кар'єра

### Ранні роки
Вихованець клубів «Сент-Міррен», «Партік Тісл» і «Селтік», але на дорослому рівні розпочав у аматорських клубах «Ардір Тісл» та «Кілвіннінг Рейджерс», а потім у липні 2016 року підписав угоду з клубом «Альбіон Роверс», що грав у третьому за рівнем дивізіоні країни. Котбриджський клуб не зміг сплатити трансферну плату в розмірі 1500 фунтів стерлінгів, натомість кошти надали члени клубу їхніх уболівальників та батько Стюарта.

### «Сент-Міррен»
Всього після одного сезону з «Альбіон Роверс» Стюарт підписав дворічний контракт із клубом шотландського Чемпіоншипу «Сент-Міррен» (примітно, що тоді ж до команди приєднався воротар з таким же ім'ям та прізвищем).. Стюарт забив у своєму дебютному матчі за клуб у матчі Кубка шотландської ліги проти «Странрара», але основним гравцем стати не зміг і був відданий в оренду шотландському клубу Першої ліги «Аллоа Атлетік» у грудні 2017 року на решту сезону.

### «Росс Каунті»
10 серпня 2018 року Стюарт підписав контракт з «Росс Каунті», що теж грав у Чемпіоншипі. Нападник дебютував за клуб у Кубку Шотландії в грі проти дублюючої команди «Гарт оф Мідлотіан» (2:1). Свій перший гол за клуб Стюарт забив у наступному раунді кубка у матчі проти «Монтроза» і завершив свій перший сезон у «Росс Каунті» з 11 голами, допомігши команді вийти до шотландської Прем'єр-ліги, де провів наступні півтора роки.

### «Сандерленд»
31 січня 2021 року Стюарт приєднався до англійського "«Сандерленда» за неоголошену суму. Стюарт забив під час свого дебютного матчу за «Сандерленді», після того як вийшов на заміну в грі проти «Аккрінгтона Стенлі» (2:0) 17 березня 2021 року. Пізніше вболівальники «Сандерленда» дали йому прізвисько «Лох-Несський Дрогба» через його шотландське походження та порівняння з колишнім нападником «Челсі» Дідьє Дрогба.
21 травня 2022 року Стюарт забив гол у фіналі плей-оф Першої ліги Англії, де «Сандерленд» переміг «Вікем Вондерерс» з рахунком 2: 0 і повернувся до Чемпіоншипу. Він закінчив сезон як найкращий бомбардир чемпіонату з 26 голами, а пізніше був визнаний гравцем року за версією уболівальників ПФА у Першій лізі.

## Міжнародна кар'єра
У березні 2022 року Стюарт отримав свій перший виклик до національної збірної Шотландії, втім на поле тоді не виходив.